# ベリーズの国章
ベリーズの国章（ベリーズのこくしょう）は、1981年の独立の際に制定されたもので、イギリスの植民地だった頃にベリーズで使われていた国章から若干デザインが変わっている。
丸い輪郭は25枚の月桂樹で囲まれている。円の中央にはマホガニーの木があり、その前には盾が置かれている。盾には、上半分に木を切る道具が、下半分に船が描かれている。これらは18世紀から19世紀のベリーズの経済にマホガニーが重要な役割を持っていたことを象徴している。
盾は、別々の人種の2人の木こりに支えられている。左の人物は斧、右の人物は櫂を持っている。これは、マホガニーと造船の重要性を表している。下部にあるリボンの中には、国の標語である”Sub Umbra Floreo ”（木陰の下で栄える）という言葉がラテン語で書かれている。
ベリーズの国旗の中央には、この国章が描かれている。

イギリス領ホンジュラスの紋章